# Rallicola lugens
Rallicola lugens är en insektsart som först beskrevs av Christoph Gottfried Andreas Giebel 1874.  Rallicola lugens ingår i släktet Rallicola och familjen fjäderlöss. Inga underarter finns listade i Catalogue of Life.